# Simi (eiland)
Simi (Grieks: Σύμη) ook wel als Symi of Syme gespeld, is een klein Grieks eiland en gemeente (dimos) van de bij Azië gelegen Dodekanesos in de Griekse bestuurlijke regio (periferia) Zuid-Egeïsche Eilanden. Het eiland heeft een oppervlakte van 65,754 km² en het hoogste punt ligt op 616 m. De hoofdplaats is de gelijknamige stad Simi, dat gelegen is in het noorden van het eiland.
Simi ligt ten noordwesten van Rhodos, vlak voor de kust van het Turkse schiereiland Reşadiye. Het is een bergachtig eiland met een groot aantal valleien en een rotsachtige kust, met daartussen stranden die in een aantal gevallen alleen per boot te bereiken zijn.
Het eiland staat tegenwoordig vooral bekend om de natuurlijke sponzen en om het schilderachtige Simi-stad, dat geheel in neo-klassieke stijl is gebouwd. Het eiland is gemakkelijk per boot te bereiken vanaf Rhodos, maar voor bezoekers heeft het relatief weinig accommodatie. Toch is het toerisme de belangrijkste economische sector. Daarnaast speelt de visserij een belangrijke rol. In het jaar 2000 had het eiland ongeveer 2500 inwoners.
De hoofdplaats wordt ook wel Gialos (Grieks: Γιαλός) genoemd. De overige dorpen zijn Horio, Pedi, Nimborio en Panormitis. Simi wordt omgeven door een aantal kleine eilanden, Chondrós, Diavátes, Gialesíno, Kouloúndros, Marmarás, Nímos en Sesklío.

## Sponzen
Zo rond 1850 begon de behoefte aan sponzen explosief toe te nemen.
Hierdoor werd het zoeken naar natuurlijke sponzen een lucratieve bezigheid op veel eilanden in de Dodekanesos. Het was echter niet zonder gevaar. De sponzen werden door duikers naar boven gehaald die soms wel 70 meter diep gingen. Veel van hen raakten dan ook verlamd, kregen longembolie of decompressieziekte. Het was echter ook een manier om snel veel geld te verdienen en veel duikers leefden dan ook een decadent leven. Veel van de Italiaanse villa's zijn in deze periode gebouwd.
Eind 20e eeuw was het echter gedaan met de sponzenhandel. Door een nog onbekende oorzaak stierf het merendeel van de sponzen in de Egeïsche Zee. De sponzen die hier nu aan de toeristen worden verkocht worden geïmporteerd uit de Caraïben.

## Drinkwater
Simi bezit geen enkele waterbron. Elk huis heeft een reservoir om regenwater op te vangen. Rhodos levert elke week drinkwater aan Simi met een tanker, die aanmeert bij de hoofdstad Simi en bij het klooster van Panormitis.

## Geschiedenis
Volgens een oude legende is Simi de geboorteplaats van De drie Gratiën.
Simi heeft een lange historie en wordt door Homerus reeds genoemd vanwege de bijdrage van drie schepen namens het eiland in de Trojaanse Oorlog.
De Koning van Simi, Koning Nireus, zou zelf meegevochten hebben.
In 411 v.Chr. zou voor de kust van Simi een zeeslag hebben plaatsgevonden als onderdeel van de Peloponnesische Oorlog.
Hierbij zou een Atheense vloot zijn verslagen door de Spartanen.
Tot aan de 14e eeuw is er verder weinig bekend over het eiland. Uit archeologisch onderzoek is echter gebleken dat het eiland sinds de Griekse oudheid, constant bewoond is geweest.
Wel zijn er een aantal Romeinse burchten te vinden. Later werd het onderdeel van het Byzantijnse Rijk.
In 1373 werd Simi ingenomen door de Orde van Sint-Jan.
In 1522 werd het eiland, tegelijk met Rhodos veroverd door het Ottomaanse Rijk. Zij hernoemden het eiland tot Sömbeki.
Na de Griekse Onafhankelijkheidsoorlog (1821 - 1829), bleef Simi onderdeel van het Ottomaanse rijk, ondanks dat een groot aantal Simioten meevochten aan de kant van de Grieken.
In de 20e eeuw wisselden de eilanden in de Dodekanesos regelmatig van land. In 1912 beleefden zij een korte periode van onafhankelijkheid, toen zij de Federatie van de Dodekanesos vormden. De eilanden werden daarna echter zeer snel ingenomen door Italië. In 1923 werden ze officieel geannexeerd.
In 1943 werd Simi bezet door nazi-Duitsland en nadat deze zich over hadden gegeven kwam het eiland onder bestuur van Groot-Brittannië.
In 1948 werd het eiland onderdeel van Griekenland.

## Bezienswaardigheden
- De hoofdplaats Simi heeft 13 kerken en een groot aantal kapellen waarvan sommige al uit de Byzantijnse tijd stammen.
- De Byzantijnse burcht.
- De burcht gebouwd door de Orde van Sint-Jan. Deze ligt op een heuvel boven de hoofdplaats.
- De klokkentoren, gebouwd in 1880.
- Verder is er een oorlogsmonument en een beeld van een Trireme te vinden.
- Emborios is de tweede haven van het eiland.
- In Panormitis bevindt zich het klooster van Aartsengel Michaël. Dit klooster is gebouwd op de plaats waar in de oudheid een tempel voor Poseidon heeft gestaan. Het is nog steeds in gebruik.
- In het dorp Nimborio staat nog een deel van de stadsmuur overeind.

## Festivals
In de maanden juni en september worden in de hoofdplaats festivals gehouden met live-optredens en toneel.

## Galerij

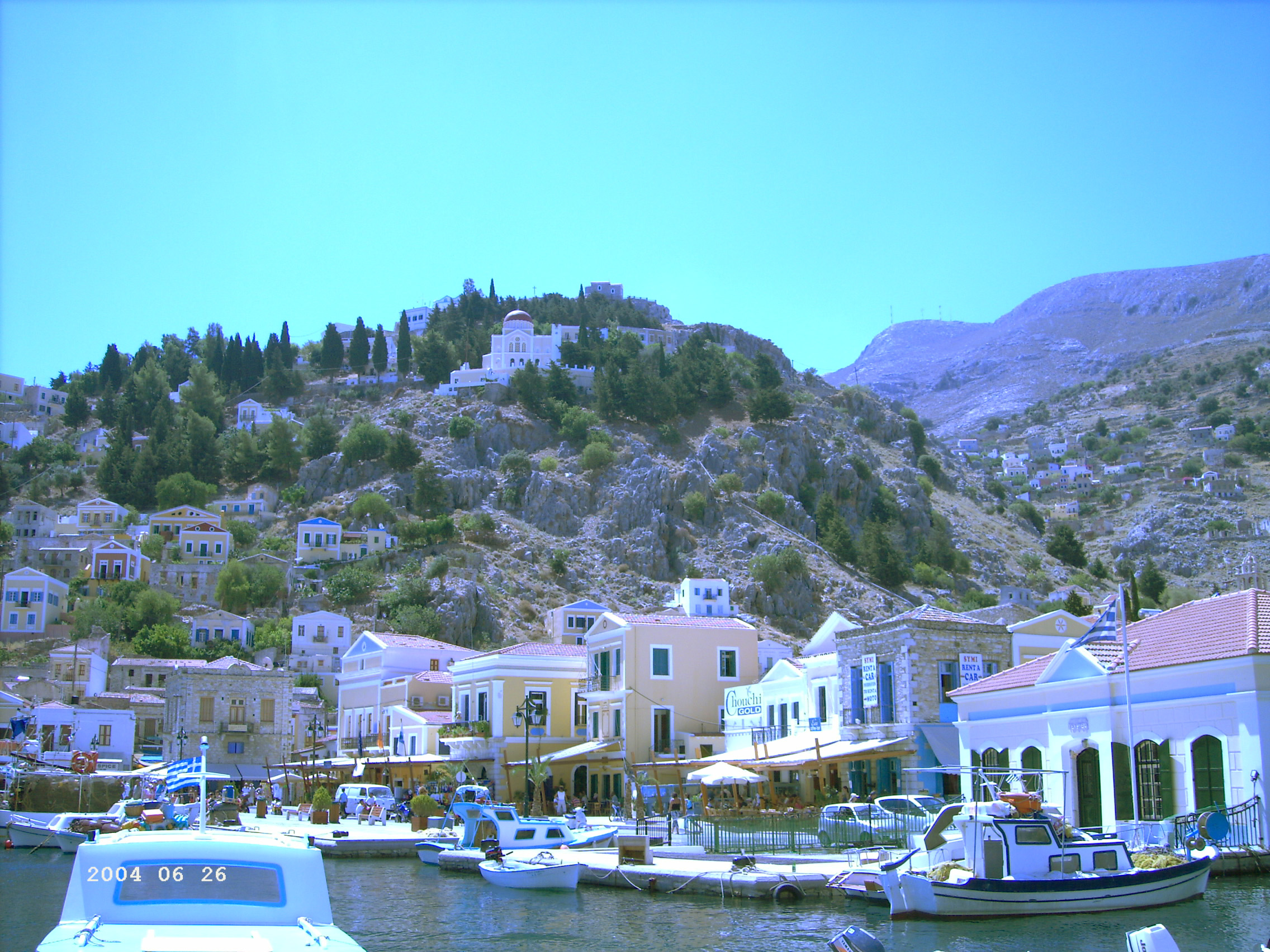
Simi
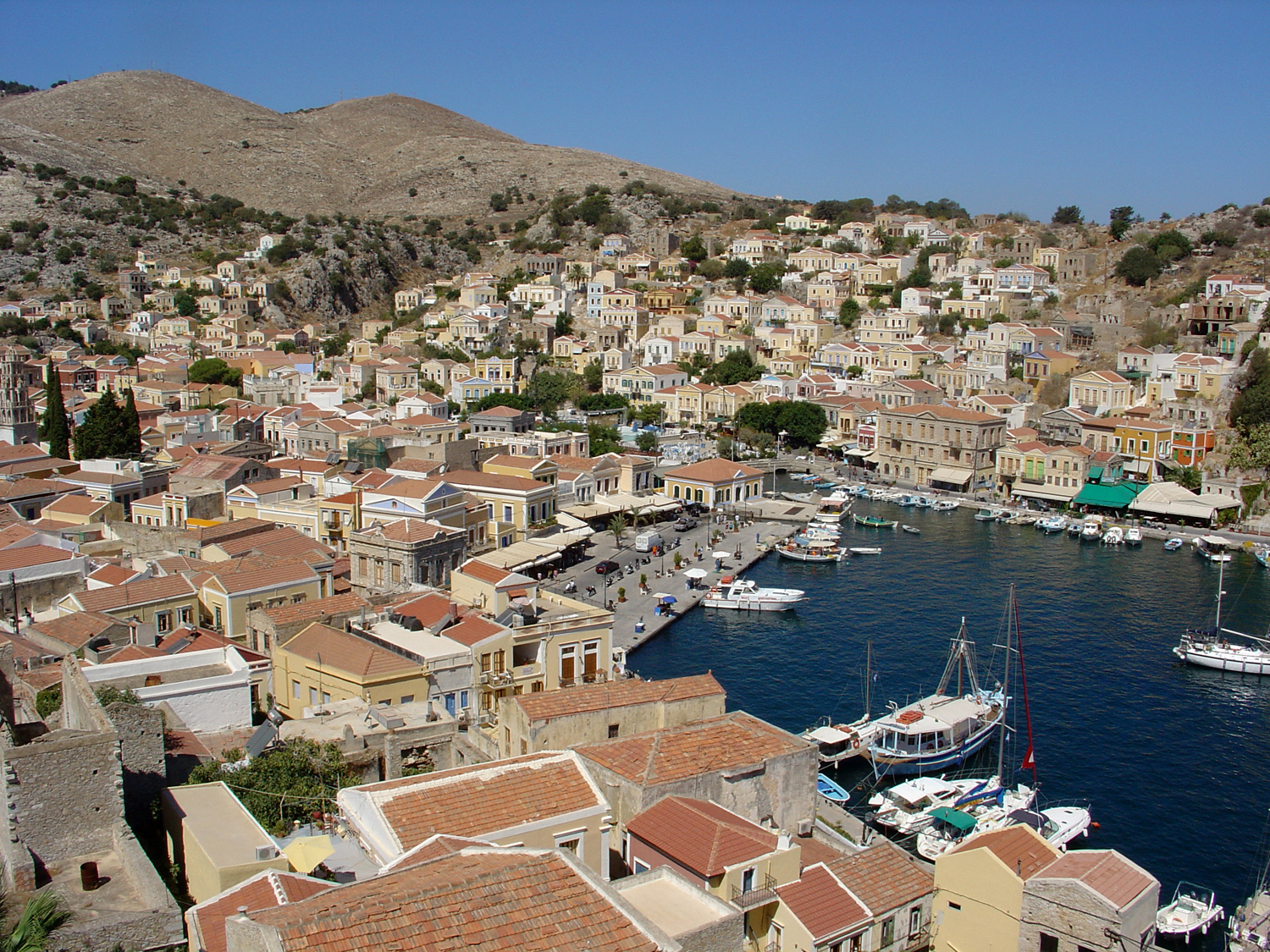
Uitzicht over Simi-stad
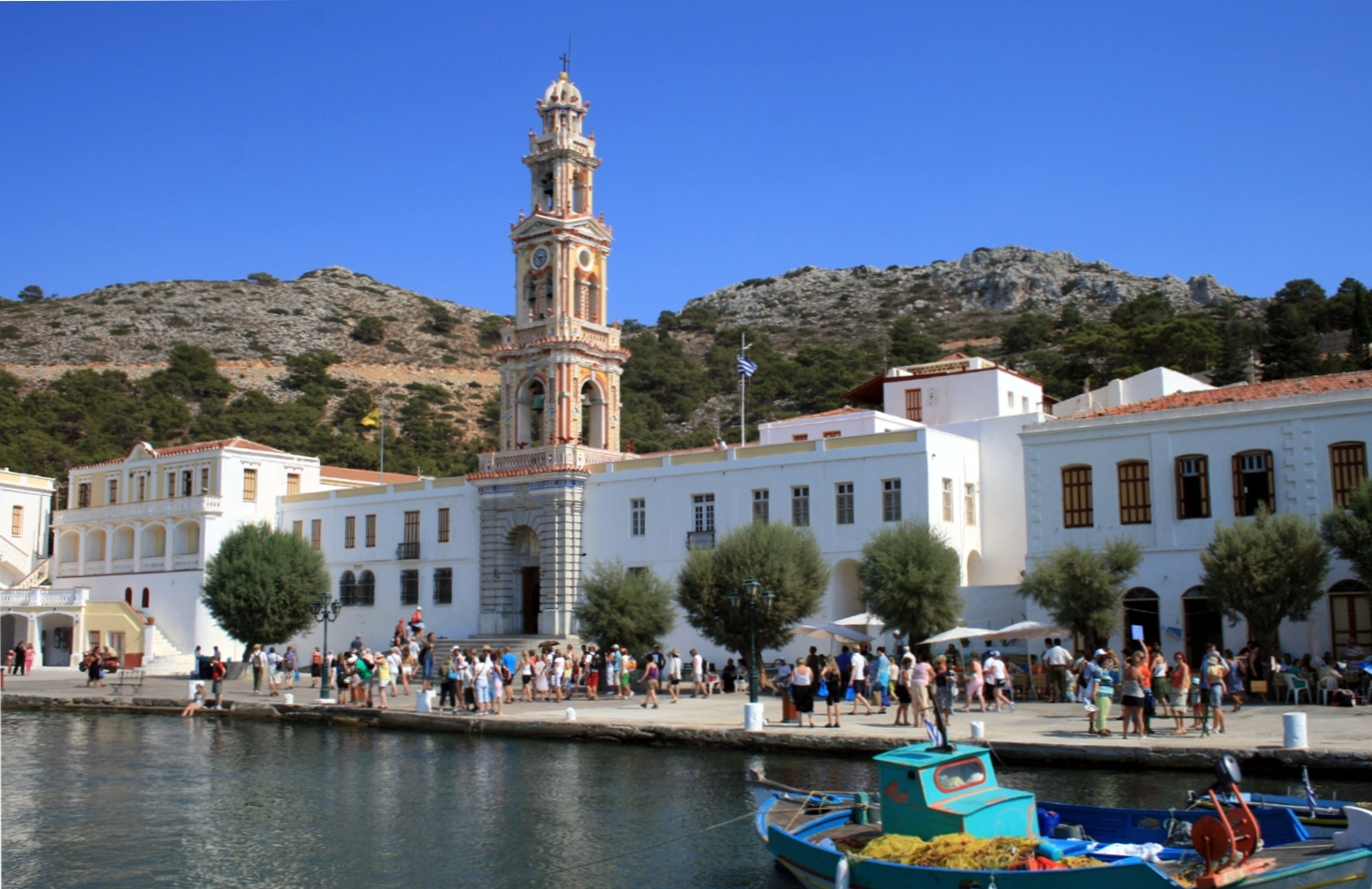
Het klooster van Panormitis